# The Most Beautiful Day - Il giorno più bello
The Most Beautiful Day - il giorno più bello (Der geilste Tag) è un film commedia del 2016 scritto e diretto da Florian David Fitz. Il film, campione di incassi in Germania è interpretato da Florian David Fitz e da Matthias Schweighöfer, due idoli del panorama cinematografico tedesco molto amati dal pubblico per la loro verve comica e il loro sex appeal.

## Trama
Il film è un road-movie che, attraverso il tema del viaggio, veicola una riflessione sul senso della vita. Al centro della storia, due giovani malati molto anticonvenzionali: l’ambizioso e bizzarro pianista Andi e lo spensierato scansafatiche Benno. Non appena scappati dalla clinica, e dopo aver racimolato con destrezza il denaro necessario, Benno e Andi si mettono in viaggio in prima classe verso l’Africa alla ricerca dell’ultimo e più bel giorno delle loro vite.  Per l'ipocondriaco Andi l'inizio del viaggio si rivela un vero e proprio incubo, mentre Benno persegue segretamente un piano nascosto per confrontarsi finalmente con la sua vita passata. La loro avventura li porterà a vivere situazioni tragicomiche fra divertenti gag e momenti seri.

## Distribuzione
In Italia il film è distribuito dalla Nomad Film Distribution ed è in sala dal 30 Marzo 2017.

## Riconoscimenti
- 2016 - Bambi Award
  - Candidatura per il miglior film a Florian David Fitz, Alexandra Maria Lara e Matthias Schweighöfer
- 2017 - Jupiter Award
  - Candidatura per il miglior attore tedesco a Florian David Fitz
  - Candidatura per la miglior attrice tedesca a Alexandra Maria Lara
  - Candidatura per il miglior film

## Home Video
Il film è uscito in DVD a dicembre 2017, distribuito dalla CG Entertainment, con all'interno il trailer italiano come contenuto speciale.